# Les Cabannes (Tarn)
Pour les articles homonymes, voir Les Cabannes.
Les Cabannes est une commune française située dans le nord-ouest du département du Tarn, en région Occitanie. Sur le plan historique et culturel, la commune est dans le Ségala, un territoire s'étendant sur les départements du Tarn et de l'Aveyron, constitué de longs plateaux schisteux, morcelés d'étroites vallées.
Exposée à un climat océanique altéré, elle est drainée par le Cérou, l'Aurausse et par divers autres petits cours d'eau. La commune possède un patrimoine naturel remarquable composé d'une zone naturelle d'intérêt écologique, faunistique et floristique.
Les Cabannes est une commune rurale qui compte 366 habitants en 2022, après avoir connu un pic de population de 745 habitants en 1851.  Ses habitants sont appelés les Cabannais ou  Cabannaises.

## Géographie

### Localisation
Les Cabannes est située dans le nord-ouest du département du Tarn.

### Communes limitrophes
Les communes limitrophes sont  Amarens, Cordes-sur-Ciel, Labarthe-Bleys, Mouzieys-Panens et Vindrac-Alayrac.
| Labarthe-Bleys  | Mouzieys-Panens |                 |
| Vindrac-Alayrac | des Cabannes    | Cordes-sur-Ciel |
|                 | Amarens         |                 |

### Voies de communication et transports
- La RD 600, venant de Saint-Antonin-Noble-Val par Vindrac-Alayrac et d'Albi par Cordes-sur-Ciel,
- la RD 7, venant de Marnaves par Labarthe-Bleys,
- la RD 30, venant de Saint-Antonin-Noble-Val par Le Riols et Mouzieys-Panens.

La ligne 707 du réseau régional liO assure la desserte de la commune, en la reliant à Albi et à Milhars.

### Hydrographie
La commune est dans le bassin de la Garonne, au sein du bassin hydrographique Adour-Garonne. Elle est drainée par le Cérou, l'Aurausse, le ruisseau de Rayssac et par divers petits cours d'eau, qui constituent un réseau hydrographique de 6 km de longueur totale,.
Le Cérou, d'une longueur totale de 87,1 km, prend sa source dans la commune de Saint-Jean-Delnous et s'écoule d'est en ouest. Il traverse la commune et se jette dans l'Aveyron à Varen, après avoir traversé 23 communes.

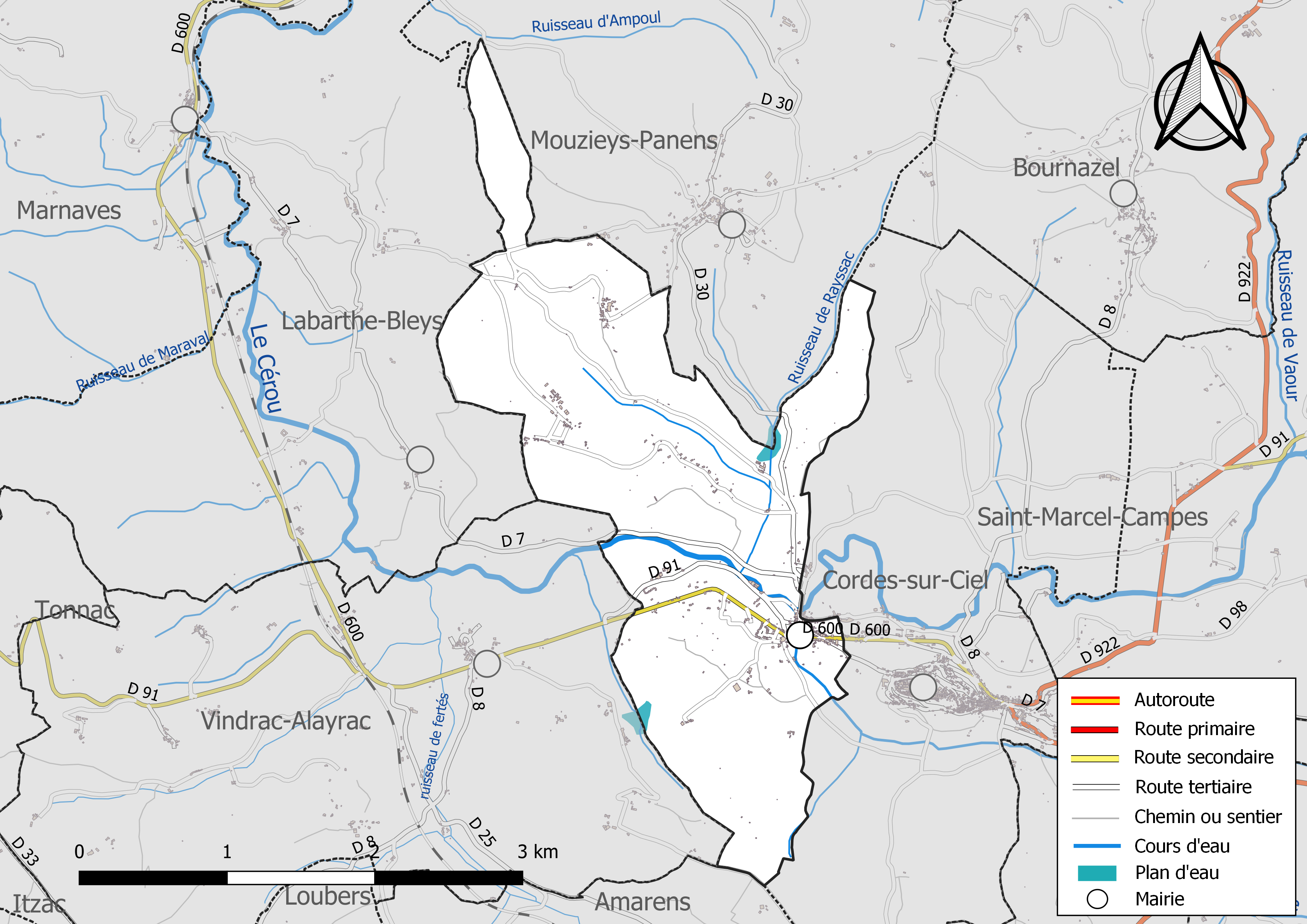
Réseaux hydrographique et routier des Cabannes.

### Climat
Pour des articles plus généraux, voir Climat de l'Occitanie et Climat du Tarn.
En 2010, le climat de la commune est de type climat du Bassin du Sud-Ouest, selon une étude du Centre national de la recherche scientifique s'appuyant sur une série de données couvrant la période 1971-2000. En 2020, Météo-France publie une typologie des climats de la France métropolitaine dans laquelle la commune est exposée à un climat océanique altéré et est dans la région climatique Aquitaine, Gascogne, caractérisée par une pluviométrie abondante au printemps, modérée en automne, un faible ensoleillement au printemps, un été chaud (19,5 °C), des vents faibles, des brouillards fréquents en automne et en hiver et des orages fréquents en été (15 à 20 jours).
Pour la période 1971-2000, la température annuelle moyenne est de 12,9 °C, avec une amplitude thermique annuelle de 16,2 °C. Le cumul annuel moyen de précipitations est de 829 mm, avec 10,8 jours de précipitations en janvier et 6 jours en juillet. Pour la période 1991-2020, la température moyenne annuelle observée sur la station météorologique de Météo-France la plus proche, « St-antonin-teus », sur la commune de Saint-Antonin-Noble-Val à 18 km à vol d'oiseau, est de 13,8 °C et le cumul annuel moyen de précipitations est de 872,1 mm. 
La température maximale relevée sur cette station est de 42,5 °C, atteinte le 27 juin 2019 ; la température minimale est de −14 °C, atteinte le 9 février 2012,,.
Les paramètres climatiques de la commune ont été estimés pour le milieu du siècle (2041-2070) selon différents scénarios d'émission de gaz à effet de serre à partir des nouvelles projections climatiques de référence DRIAS-2020. Ils sont consultables sur un site dédié publié par Météo-France en novembre 2022.

### Milieux naturels et biodiversité

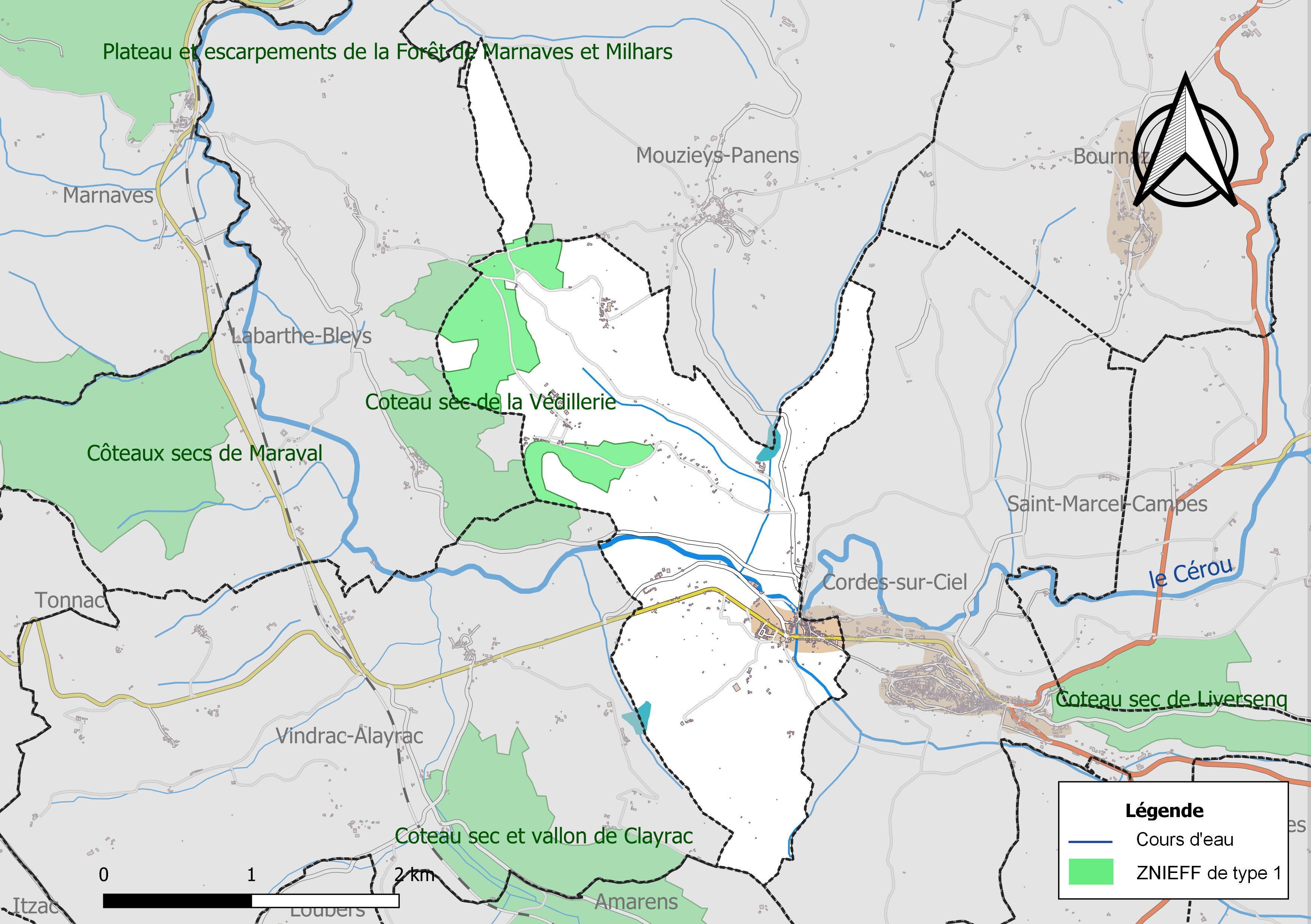
Carte de la ZNIEFF de type 1 localisée sur la commune.

L’inventaire des zones naturelles d'intérêt écologique, faunistique et floristique (ZNIEFF) a pour objectif de réaliser une couverture des zones les plus intéressantes sur le plan écologique, essentiellement dans la perspective d’améliorer la connaissance du patrimoine naturel national et de fournir aux différents décideurs un outil d’aide à la prise en compte de l’environnement dans l’aménagement du territoire.
Une ZNIEFF de type 1 est recensée sur la commune :
le « coteau sec de la Védillerie » (160 ha), couvrant 4 communes du département.

## Urbanisme

### Typologie
Au 1er janvier 2024, Les Cabannes est catégorisée commune rurale à habitat dispersé, selon la nouvelle grille communale de densité à sept niveaux définie par l'Insee en 2022.
Elle est située hors unité urbaine et hors attraction des villes,.

### Occupation des sols
L'occupation des sols de la commune, telle qu'elle ressort de la base de données européenne d’occupation biophysique des sols Corine Land Cover (CLC), est marquée par l'importance des territoires agricoles (84,1 % en 2018), une proportion identique à celle de 1990 (84,1 %). La répartition détaillée en 2018 est la suivante : 
zones agricoles hétérogènes (39,6 %), terres arables (36,1 %), forêts (13,6 %), prairies (7,8 %), zones urbanisées (2,4 %), cultures permanentes (0,6 %). L'évolution de l’occupation des sols de la commune et de ses infrastructures peut être observée sur les différentes représentations cartographiques du territoire : la carte de Cassini (XVIIIe siècle), la carte d'état-major (1820-1866) et les cartes ou photos aériennes de l'IGN pour la période actuelle (1950 à aujourd'hui).

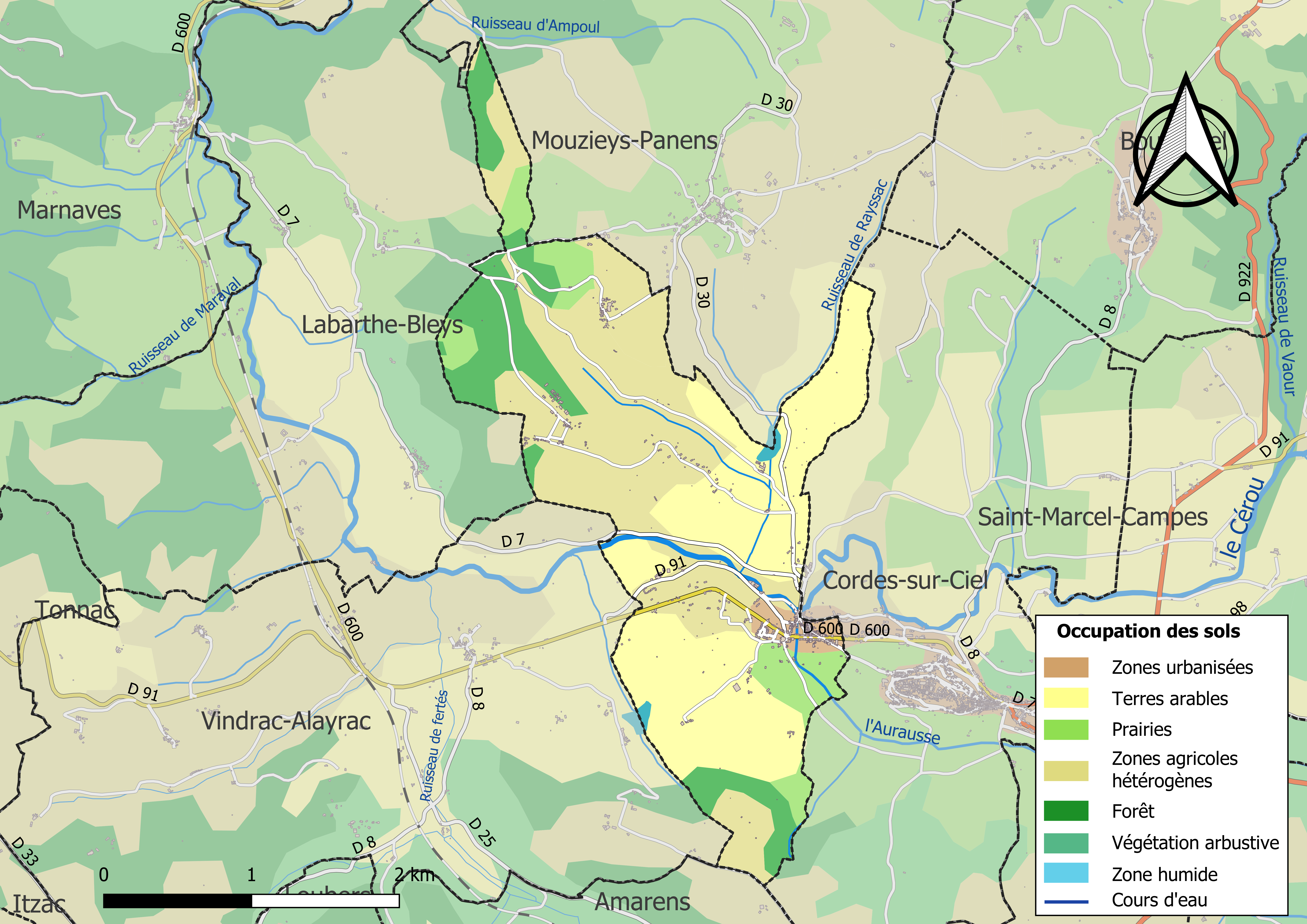
Carte des infrastructures et de l'occupation des sols de la commune en 2018 (CLC).

### Risques majeurs
Le territoire de la commune des Cabannes est vulnérable à différents aléas naturels : météorologiques (tempête, orage, neige, grand froid, canicule ou sécheresse), inondations, mouvements de terrains et séisme (sismicité très faible). Il est également exposé à deux risques technologiques,  le transport de matières dangereuses et la rupture d'un barrage. Un site publié par le BRGM permet d'évaluer simplement et rapidement les risques d'un bien localisé soit par son adresse soit par le numéro de sa parcelle.

#### Risques naturels
Certaines parties du territoire communal sont susceptibles d’être affectées par le risque d’inondation par débordement de cours d'eau, notamment le Cérou. La cartographie des zones inondables en ex-Midi-Pyrénées réalisée dans le cadre du XIe Contrat de plan État-région, visant à informer les citoyens et les décideurs sur le risque d’inondation, est accessible sur le site de la DREAL Occitanie. La commune a été reconnue en état de catastrophe naturelle au titre des dommages causés par les inondations et coulées de boue survenues en 1982, 1994, 2003, 2009 et 2021,.
Les Cabannes est exposée au risque de feu de forêt. En 2022, il n'existe pas de Plan de Prévention des Risques incendie de forêt (PPRif). Le débroussaillement aux abords des maisons constitue l’une des meilleures protections pour les particuliers contre le feu,.

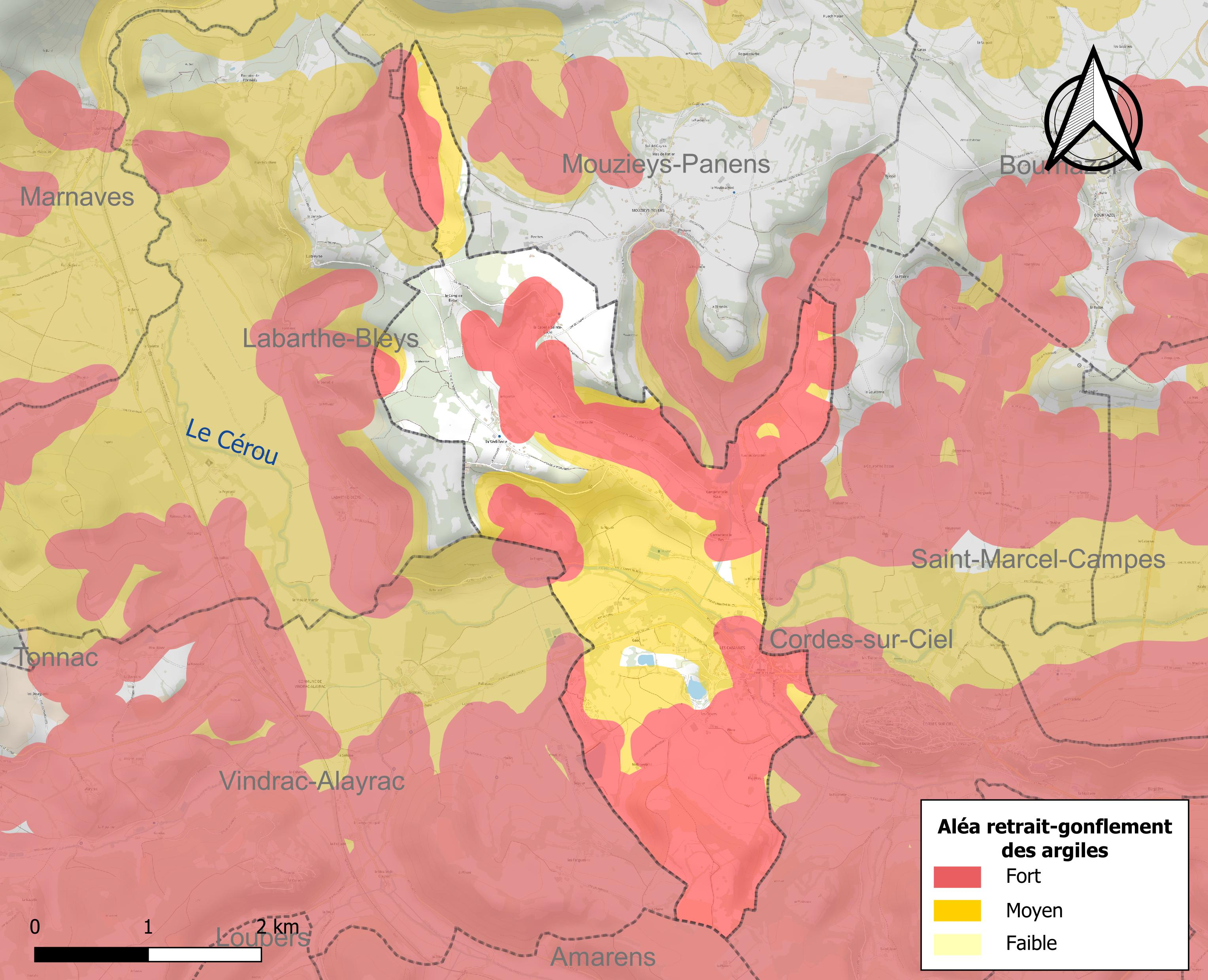
Carte des zones d'aléa retrait-gonflement des sols argileux des Cabannes.

La commune est vulnérable au risque de mouvements de terrains constitué principalement du retrait-gonflement des sols argileux. Cet aléa est susceptible d'engendrer des dommages importants aux bâtiments en cas d’alternance de périodes de sécheresse et de pluie. 80,6 % de la superficie communale est en aléa moyen ou fort (76,3 % au niveau départemental et 48,5 % au niveau national). Sur les 234 bâtiments dénombrés sur la commune en 2019, 214 sont en aléa moyen ou fort, soit 91 %, à comparer aux 90 % au niveau départemental et 54 % au niveau national. Une cartographie de l'exposition du territoire national au retrait gonflement des sols argileux est disponible sur le site du BRGM,.
Par ailleurs, afin de mieux appréhender le risque d’affaissement de terrain, l'inventaire national des cavités souterraines permet de localiser celles situées sur la commune.

#### Risques technologiques
Le risque de transport de matières dangereuses sur la commune est lié à sa traversée par des infrastructures routières ou ferroviaires importantes ou la présence d'une canalisation de transport d'hydrocarbures. Un accident se produisant sur de telles infrastructures est susceptible d’avoir des effets graves sur les biens, les personnes ou l'environnement, selon la nature du matériau transporté. Des dispositions d’urbanisme peuvent être préconisées en conséquence.
La commune est en outre située en aval d'un barrage de classe A. À ce titre elle est susceptible d’être touchée par l’onde de submersion consécutive à la rupture de cet ouvrage.

## Toponymie
Le village des Cabannes a adopté son nom au XIVe siècle, et le tient de l'appellation donnée aux constructions s'élevant le long de la route menant de Cordes-sur-Ciel au Cérou.
Bien qu'utilisé depuis le XIVe siècle pour nommer le village, la dénomination de "Les Cabannes" peine d'abord à être respectée : ainsi en 1790, la commune est appelée "Corrompis" dans les décrets.

## Histoire

### Origine
La commune s'est principalement construite autour de deux pôles d'habitation, celui de La Capelle Sainte-Luce (où se trouve la chapelle Sainte-Lucie et le fort de La Capelle) et celui de la colline de Corrompis (où se trouve le château de Corrompis et l'église Saint-Antoine). Ce second site, outre la présence du château et de carrières, permettait de contrôler la route d'Albi à Cordes.

### Jusqu'à la Révolution
Après avoir souffert successivement de la guerre de Cent-Ans et des épidémies de Peste, le village subit les affres des guerres de Religion, qui débutent sur le territoire de la commune par une flambée des violences en 1562. En 1588, le village est occupé par les troupes protestantes, puis pillé et brûlé.Les combats ne se terminent définitivement qu'en 1622, avec la fin des rébellions huguenotes.
Jusqu'à la Révolution française, les Cabannes sont une jurade (ou juratif), c'est-à-dire dépendant du puissant consulat de Cordes. Ensuite, jusqu'en 1840, La Capelle Sainte-Luce est séparée du reste du village en tant que commune indépendante.

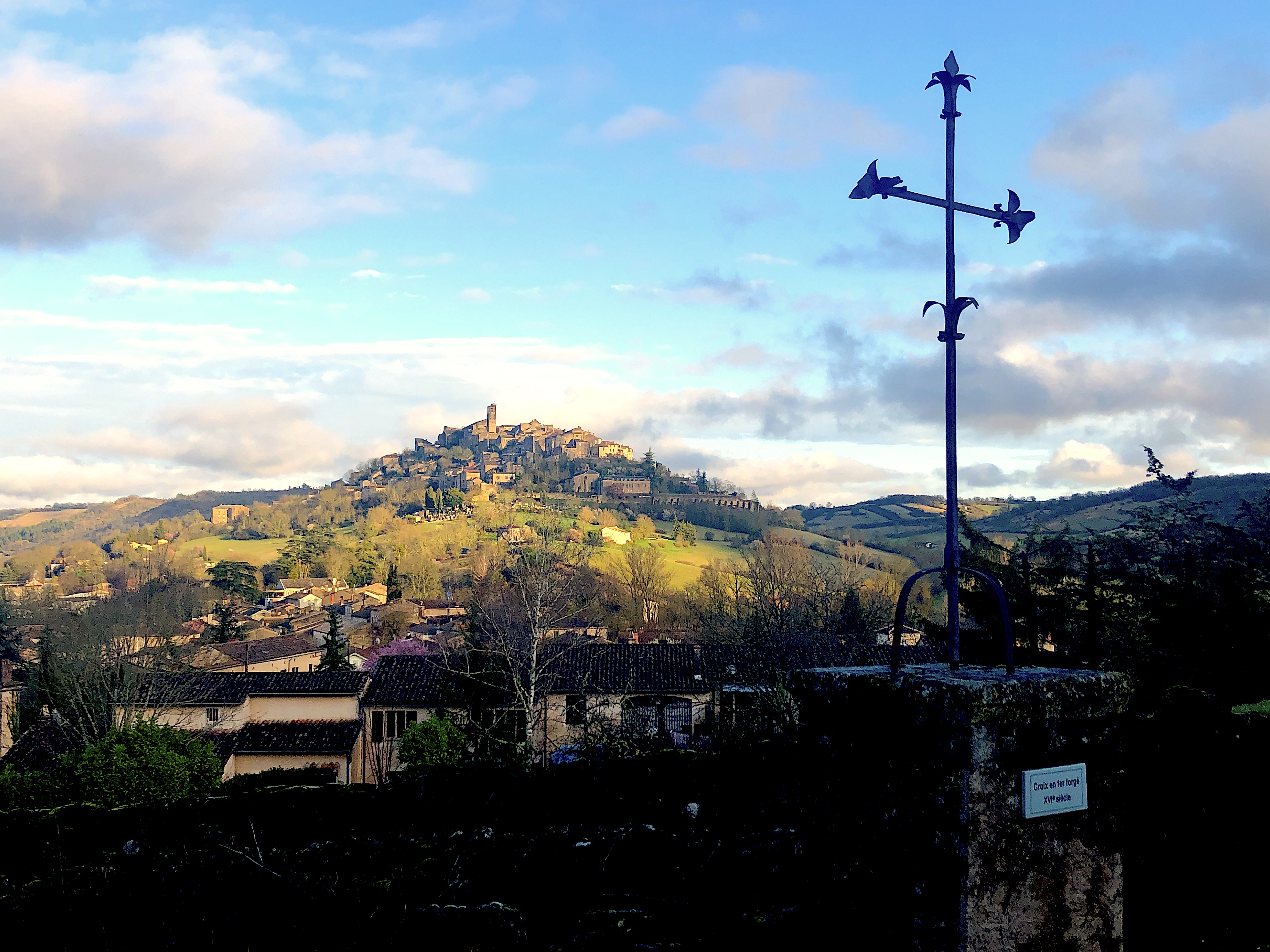

### Époque moderne
Peu après 1920, une voie de chemin de fer est construite sur la commune, afin de convoyer charbon et ciment entre Carmaux et Lexos, mais elle perd vite son intérêt, et a totalement disparue aujourd'hui.
Grâce à la notoriété de Cordes, de nombreux touristes et artistes passent depuis les années 50 par le village. En 1972, il a par ailleurs faillit être rattaché à la commune de Cordes.

## Politique et administration

### Liste des maires
| Période                                  | Période                    | Identité        | Étiquette         | Qualité                                                                                    |
| ---------------------------------------- | -------------------------- | --------------- | ----------------- | ------------------------------------------------------------------------------------------ |
| Les données manquantes sont à compléter. |                            |                 |                   |                                                                                            |
| mai 1945                                 | septembre 1961 (démission) | Elie Gayral     |                   |                                                                                            |
| septembre 1961                           | août 1970 (décès)          | Marcel Izard    |                   |                                                                                            |
| septembre 1970                           | mars 1971                  | Gabriel Souyri  |                   |                                                                                            |
| mars 1971                                | octobre 1998 (démission)   | Roger Pégourié  | DVD puis UDF-Rad. | Quincaillier retraité, maire honoraire Conseiller général de Cordes-sur-Ciel (1973 → 1998) |
| octobre 1998                             | En cours                   | Patrick Lavagne | DVD               | Professeur d'école                                                                         |

## Démographie
L'évolution du nombre d'habitants est connue à travers les recensements de la population effectués dans la commune depuis 1793. Pour les communes de moins de 10 000 habitants, une enquête de recensement portant sur toute la population est réalisée tous les cinq ans, les populations de référence des années intermédiaires étant quant à elles estimées par interpolation ou extrapolation. Pour la commune, le premier recensement exhaustif entrant dans le cadre du nouveau dispositif a été réalisé en 2004.

En 2022, la commune comptait 366 habitants, en évolution de −0,81 % par rapport à 2016 (Tarn : +2,52 %, France hors Mayotte : +2,11 %).
| 1793 | 1800 | 1806 | 1821 | 1831 | 1836 | 1841 | 1846 | 1851 |
| ---- | ---- | ---- | ---- | ---- | ---- | ---- | ---- | ---- |
| 360  | 348  | 422  | 464  | 541  | 580  | 740  | 737  | 745  |

| 1856 | 1861 | 1866 | 1872 | 1876 | 1881 | 1886 | 1891 | 1896 |
| ---- | ---- | ---- | ---- | ---- | ---- | ---- | ---- | ---- |
| 703  | 717  | 721  | 682  | 629  | 622  | 617  | 567  | 532  |

| 1901 | 1906 | 1911 | 1921 | 1926 | 1931 | 1936 | 1946 | 1954 |
| ---- | ---- | ---- | ---- | ---- | ---- | ---- | ---- | ---- |
| 491  | 471  | 495  | 444  | 382  | 364  | 366  | 394  | 321  |

| 1962 | 1968 | 1975 | 1982 | 1990 | 1999 | 2004 | 2006 | 2009 |
| ---- | ---- | ---- | ---- | ---- | ---- | ---- | ---- | ---- |
| 288  | 308  | 275  | 280  | 292  | 320  | 356  | 342  | 353  |

| 2014 | 2019 | 2022 | - | - | - | - | - | - |
| ---- | ---- | ---- | - | - | - | - | - | - |
| 373  | 369  | 366  | - | - | - | - | - | - |

## Économie

### Revenus
En 2018, la commune compte 168 ménages fiscaux, regroupant 343 personnes. La médiane du revenu disponible par unité de consommation est de 16 290 € (20 400 € dans le département).

### Emploi
|                | 2008  | 2013   | 2018   |
| -------------- | ----- | ------ | ------ |
| Commune        | 11 %  | 12,9 % | 14,2 % |
| Département    | 8,2 % | 9,9 %  | 10 %   |
| France entière | 8,3 % | 10 %   | 10 %   |

En 2018, la population âgée de 15 à 64 ans s'élève à 204 personnes, parmi lesquelles on compte 74 % d'actifs (59,8 % ayant un emploi et 14,2 % de chômeurs) et 26 % d'inactifs,. Depuis 2008, le taux de chômage communal (au sens du recensement) des 15-64 ans est supérieur à celui de la France et du département.
La commune est hors attraction des villes,. Elle compte 88 emplois en 2018, contre 117 en 2013 et 93 en 2008. Le nombre d'actifs ayant un emploi résidant dans la commune est de 126, soit un indicateur de concentration d'emploi de 69,7 % et un taux d'activité parmi les 15 ans ou plus de 51,2 %.
Sur ces 126 actifs de 15 ans ou plus ayant un emploi, 36 travaillent dans la commune, soit 29 % des habitants. Pour se rendre au travail, 70,6 % des habitants utilisent un véhicule personnel ou de fonction à quatre roues, 5,6 % les transports en commun, 8,8 % s'y rendent en deux-roues, à vélo ou à pied et 15,1 % n'ont pas besoin de transport (travail au domicile).

### Activités hors agriculture
37 établissements sont implantés  aux Cabannes au 31 décembre 2019. Le tableau ci-dessous en détaille le nombre par secteur d'activité et compare les ratios avec ceux du département,.
| Secteur d'activité                                                                                        | Commune | Commune | Département |
| Secteur d'activité                                                                                        | Nombre  | %       | %           |
| --- | ------- | ------- | ----------- |
| Ensemble                                                                                                  | 37      |         |             |
| Industrie manufacturière, industries extractives et autres                                                | 5       | 13,5 %  | (13 %)      |
| Construction                                                                                              | 6       | 16,2 %  | (12,5 %)    |
| Commerce de gros et de détail, transports, hébergement et restauration                                    | 10      | 27 %    | (26,7 %)    |
| Information et communication                                                                              | 1       | 2,7 %   | (2,1 %)     |
| Activités immobilières                                                                                    | 1       | 2,7 %   | (4,2 %)     |
| Activités spécialisées, scientifiques et techniques et activités de services administratifs et de soutien | 5       | 13,5 %  | (13,8 %)    |
| Administration publique, enseignement, santé humaine et action sociale                                    | 6       | 16,2 %  | (15,5 %)    |
| Autres activités de services                                                                              | 3       | 8,1 %   | (9 %)       |

Le secteur du commerce de gros et de détail, des transports, de l'hébergement et de la restauration est prépondérant sur la commune puisqu'il représente 27 % du nombre total d'établissements de la commune (10 sur les 37 entreprises implantées  aux Les Cabannes), contre 26,7 % au niveau départemental.

### Agriculture
|               | 1988 | 2000 | 2010 | 2020 |
| ------------- | ---- | ---- | ---- | ---- |
| Exploitations | 11   | 7    | 5    | 8    |
| SAU (ha)      | 417  | 484  | 448  | 439  |

La commune est dans les Causses du Quercy, une petite région agricole relativement pauvre et aride accueilant des élevages de brebis et agneaux en plein air, située dans le nord-ouest du département du Tarn. En 2020, l'orientation technico-économique de l'agriculture  sur la commune est l'élevage d'ovins ou de caprins. Huit exploitations agricoles ayant leur siège dans la commune sont dénombrées lors du recensement agricole de 2020 (onze en 1988). La superficie agricole utilisée est de 439 ha,,.

## Culture locale et patrimoine

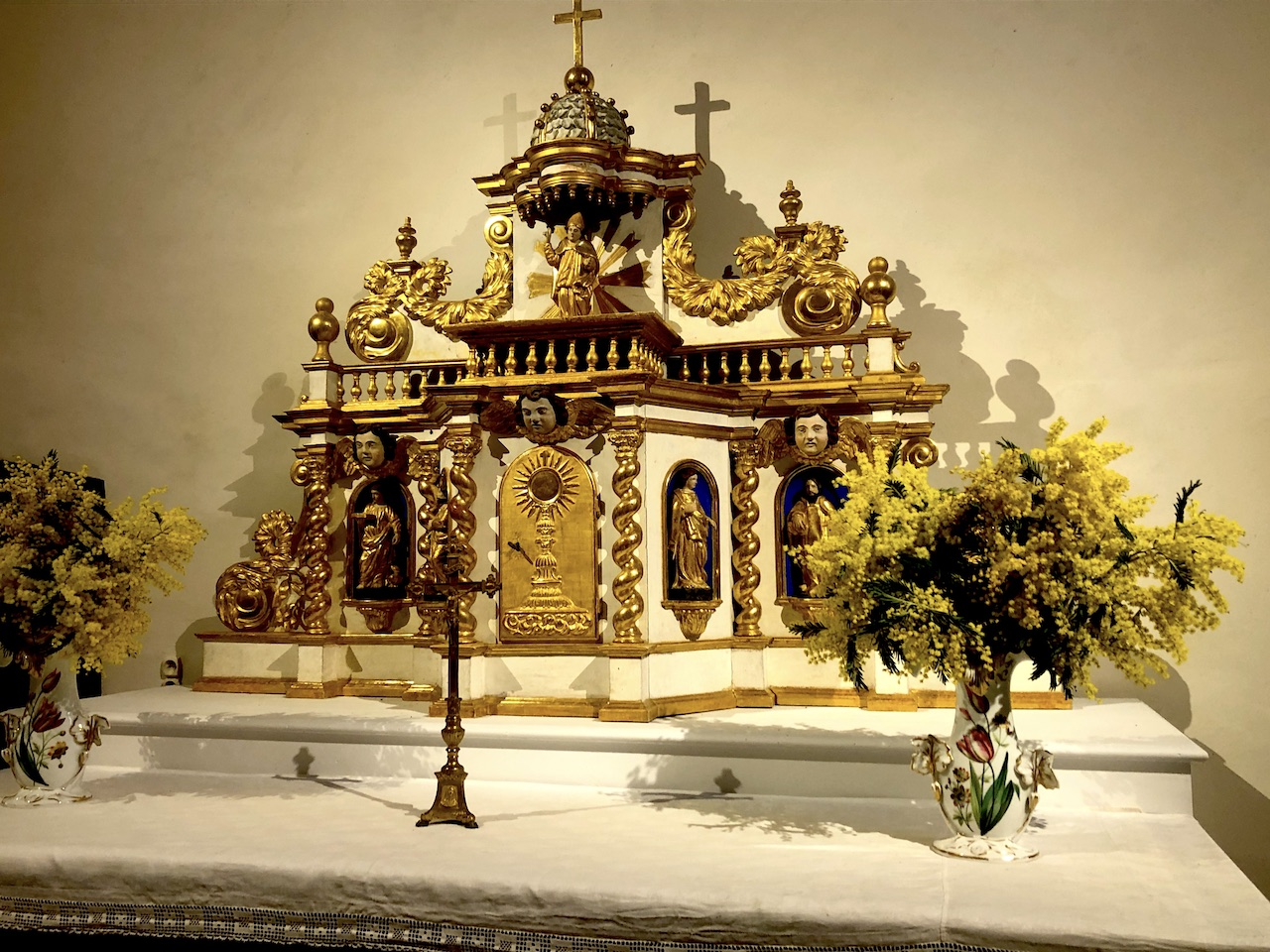

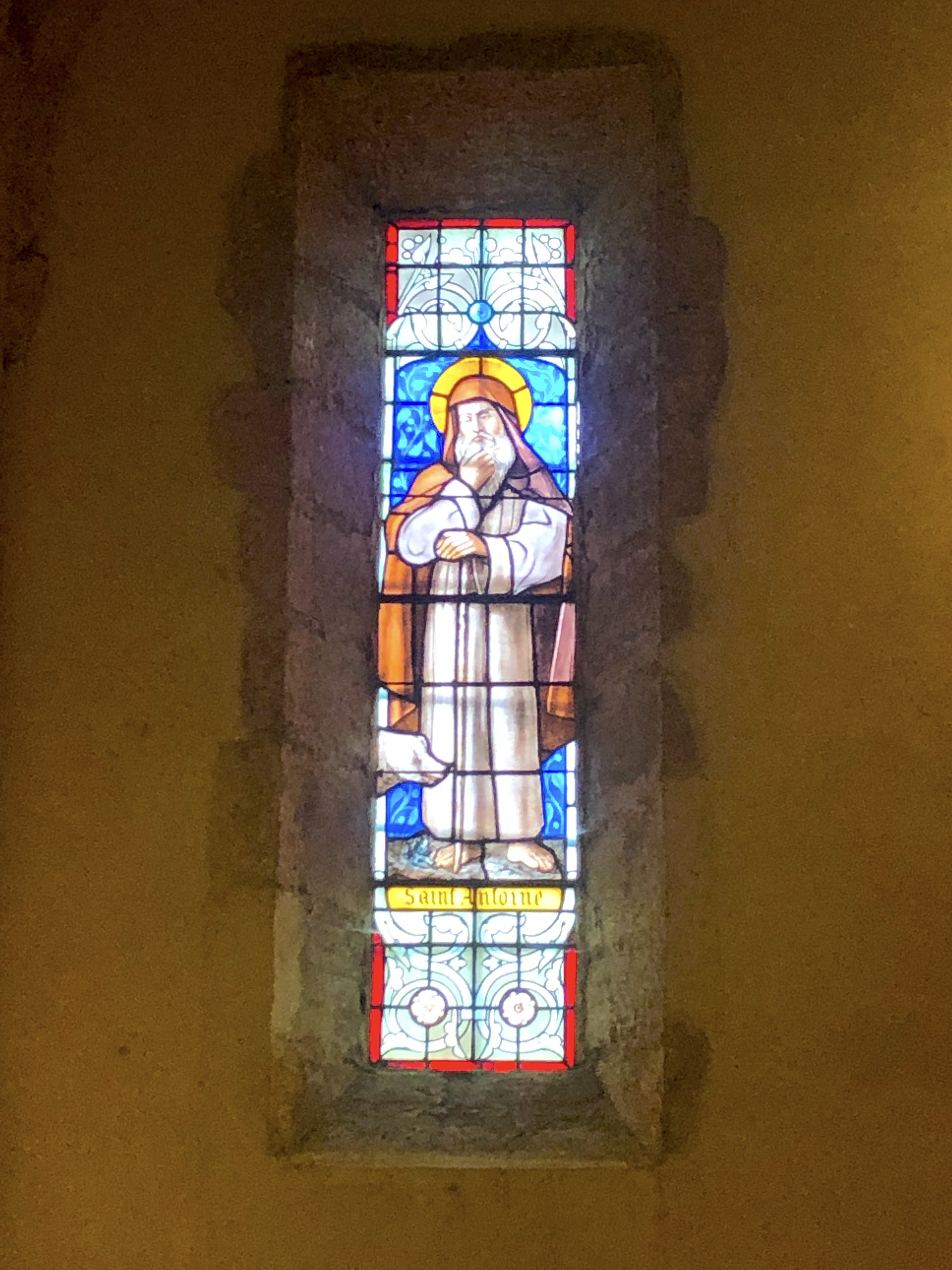

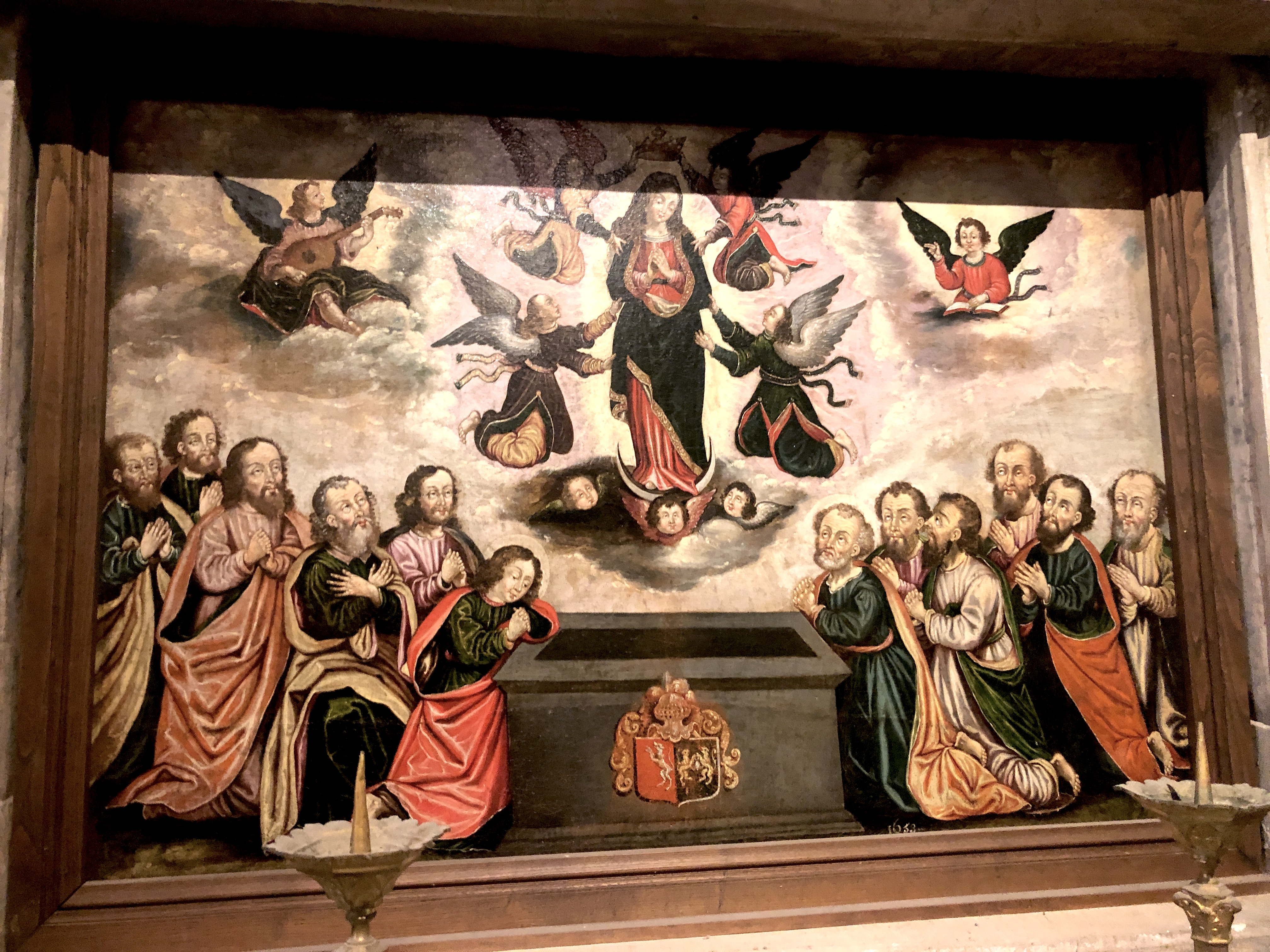

### Lieux et monuments
La commune des Cabannes compte plusieurs édifices inscrits au titre des monuments historiques :
- La croix des Cabannes en fer forgé du XVIe siècle, inscrite ;
- L'église Saint-Antoine de style gothique du XVe siècle, inscrit. Plusieurs objets de culte sont référencés dans la base Palissy (voir les notices liées)[34].
- La tour des Cabannes, ancienne tour de guet du château de Corrompis ;
- Le pont des Ânes, inscrit.

On y trouve aussi divers autres éléments de patrimoine :
- La chapelle Sainte-Lucie ;
- Le château de la Bogne, du XVe siècle ;
- Le château de Cajarc (anciennement de Corrompis), lieu de naissance et de mort d'Armand de Saint-Félix ;
- Le château de Malbosc, du XVe siècle ;
- Le fort de La Capelle, au hameau de La Capelle Saint-Luce ;

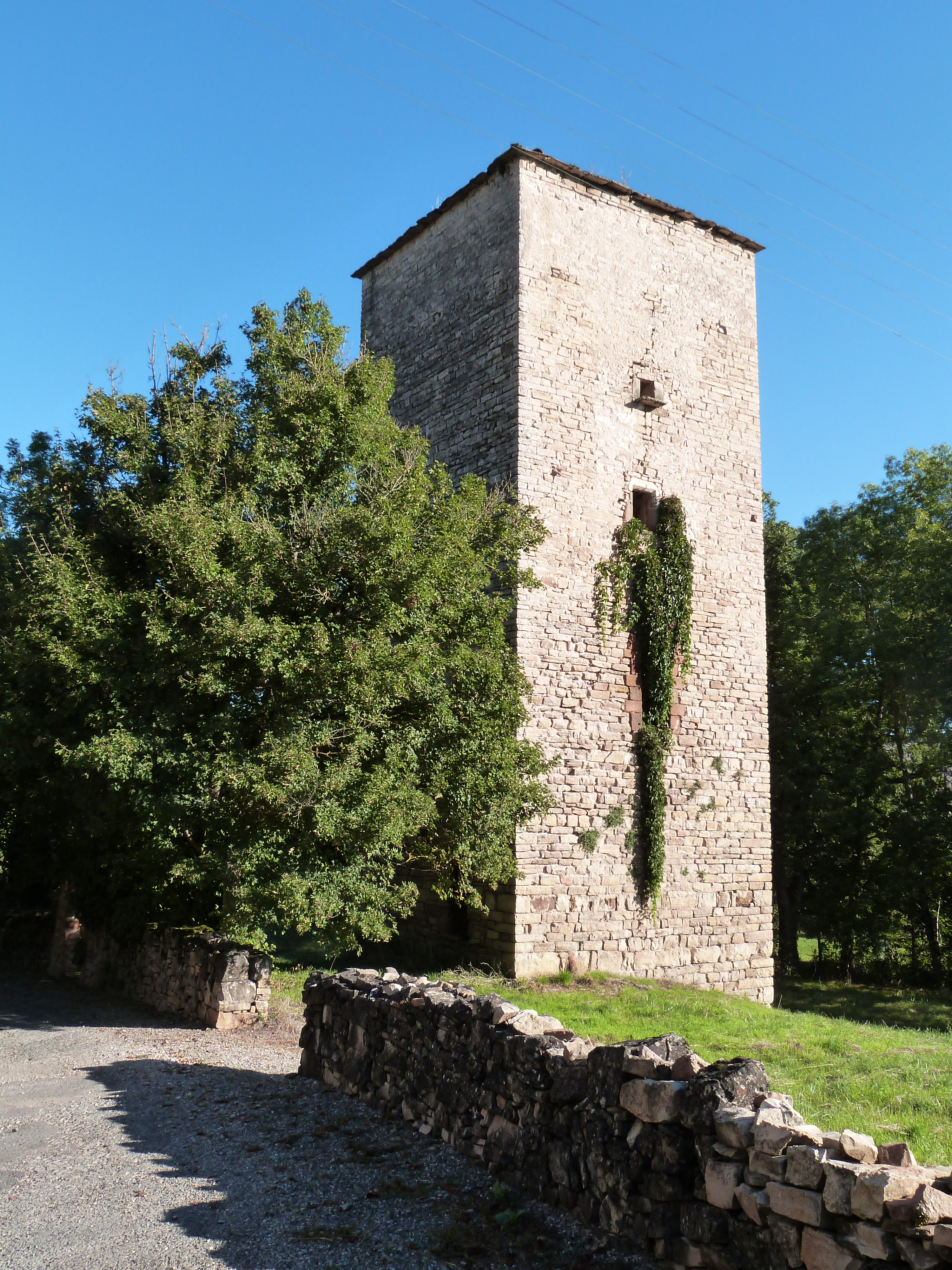
Le théâtre Le Colombier, aménagé dans une ancienne tannerie.  - La tour des Cabannes
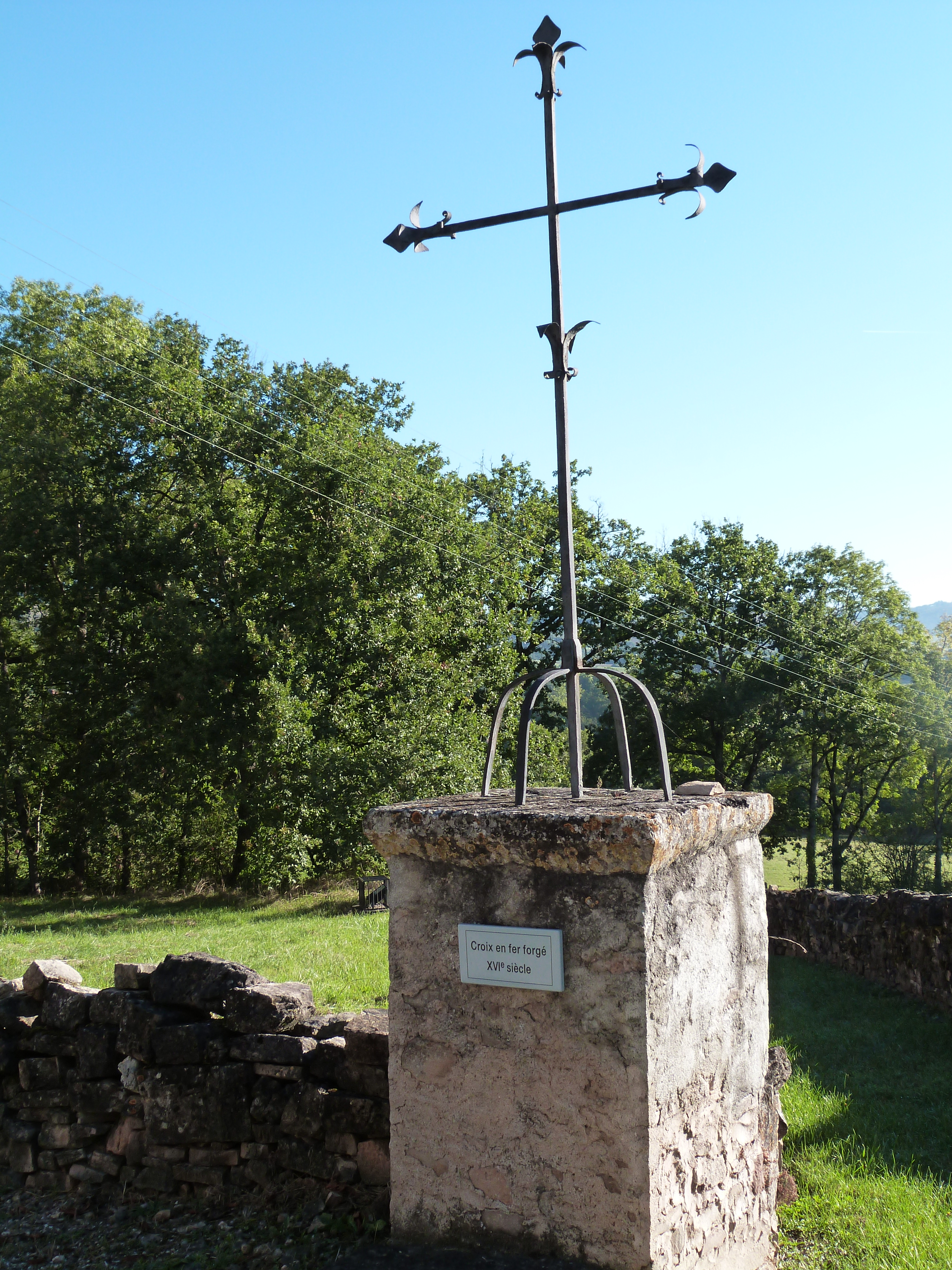
La croix des Cabannes
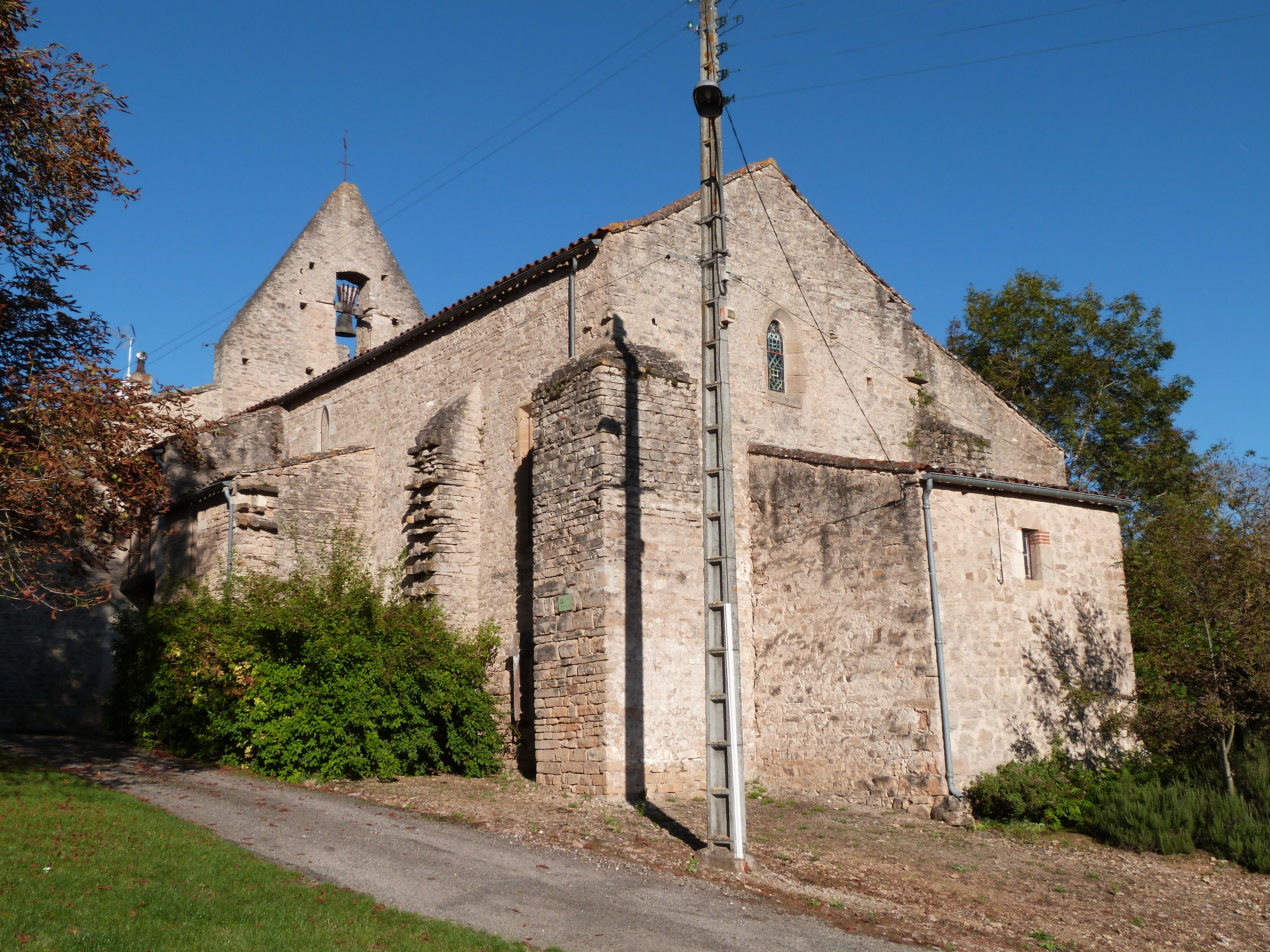
L'église Saint-Antoine
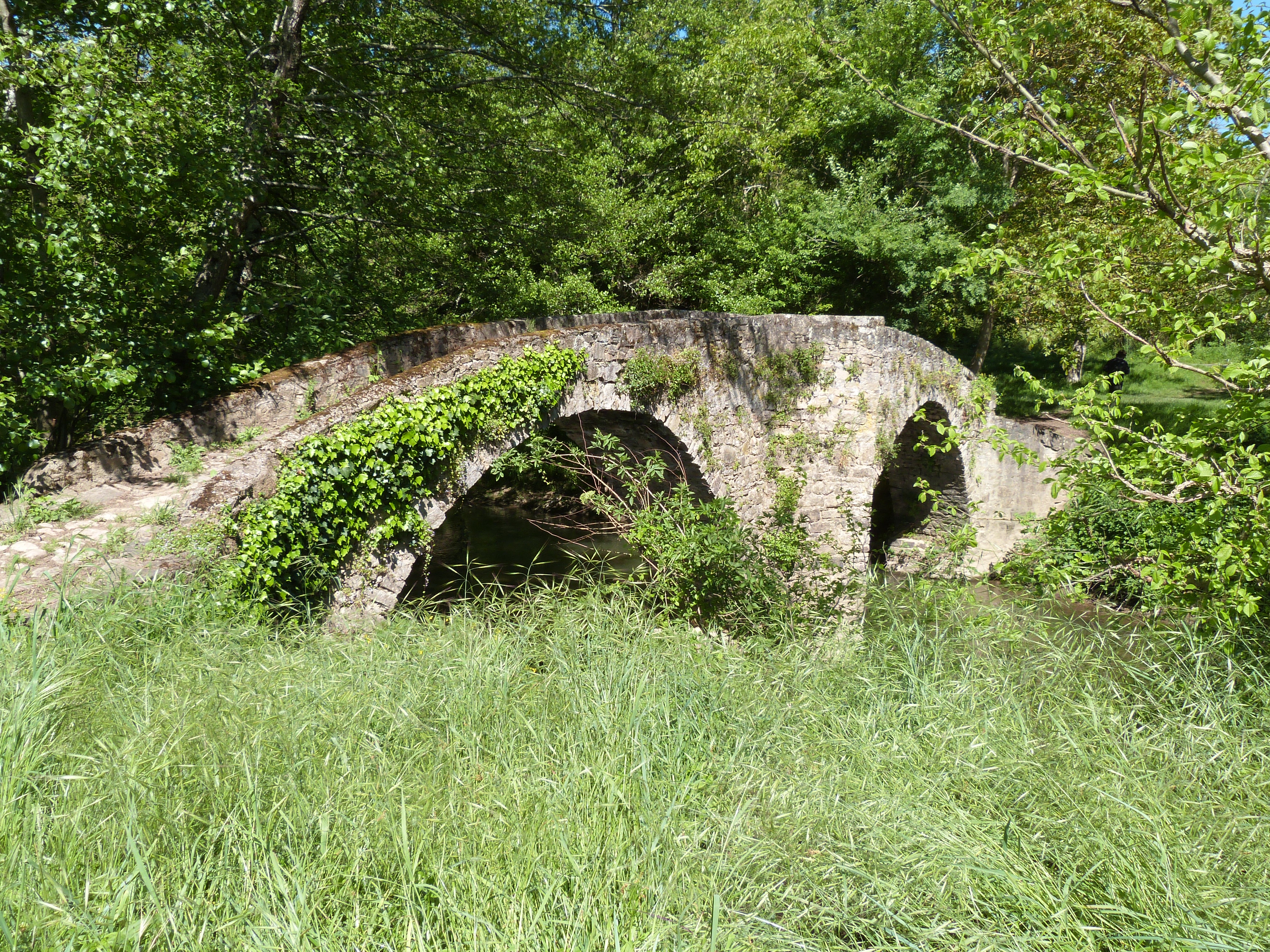
Le pont des Anes
  - La croix des Cabannes
  - L'église Saint-Antoine
  - Le pont des Anes

### Personnalités liées à la commune
- André Verdet (1913 - 2004), poète et sculpteur ayant habité au village ;
- Armand de Saint-Félix (1737 - 1819), vice-amiral né et mort au château de Cajarc ;
- Charles Liozu (1866 - 1948), peintre et dessinateur né au village ;
- François Basile Azemar (1766 - 1813), général de la Révolution française et du Premier Empire,né au village et mort au combat en Saxe ;
- Henri Pottevin (1865 - 1928), médecin et homme politique né au village ;
- Jeanne Fontanille (1777 - ), mère d'Eugénie et de Maurice de Guérin, née au village ;
- Ludovic Dupuy-Dutemps (1847 - 1928), ministre né et mort au village ;
- Pierre Nicole, directeur du Théâtre Le Colombier, ancien réalisateur à la télévision suisse romande, fondateur en 1990 du Théâtre Lamartine à Genève.